# Mona Nylin
Mona Nylin, född 1966 i Karlstad, är en svensk singer/songwriter och målare. 
Nylin studerade vid ett musikgymnasium och har därefter en högre specialkurs i musik, hon studerade konst vid Kyrkeruds estetiska linje och KV konstskola i Göteborg. Separat har hon ställt ut på Galleri Pilen i Arvika, Galleri Abrahamsgården i Norberg och Galleri K i Karlstad. Hon har bland annat medverkat i samlingsutställningarna Unga värmländska konstnärer på Sillegården, Vintersalongen på Arvika Konsthall, Stockholm Art Fair, Gripen Gruppen på Fryksta station och Värmlands konstförenings Höstsalong på Värmlands museum.
Hon har tilldelats Värmlands konstförenings ungdomsstipendium 1993 och Christian Erikssons ateljéstipendium.
Nylin är representerad vid Statens konstråd Karlstad kommun Arvika kommun, Hällefors kommun och Värmlands läns landsting.